# Западина Ностромо
Западина Ностромо (англ. Nostromo Chasma) — ущелина на Хароні – супутнику Плутона. Названо на честь зорельота «Ностромо» з фільму «Чужий». Перетинає кратер Ріплі.